# Enchenopa ansera
Enchenopa ansera är en insektsart som beskrevs av William D. Funkhouser. Enchenopa ansera ingår i släktet Enchenopa och familjen hornstritar. Inga underarter finns listade i Catalogue of Life.